# Malo Tinje
Malo Tinje je gručasta vas na valovitem jugovzhodnem pobočju Pohorja v Občini Slovenska Bistrica. Leži na nadmorski višini 660-700 m.
Leži nad mestecem Oplotnica in nad potokom Radkovski graben. Nekoč sta bili vasi Malo Tinje in Veliko Tinje ena sama vas, po drugi svetovni vojni sta se razdelili na dva dela. Sedaj je Malo Tinje manjša in bolj kmečka vas. K naselju spada zaselek Radkovec na jugozahodu, severno nad Gladomeškim potokom.